# ویکتور تیخونوف
ویکتور تیخونوف (انگلیسی: Viktor Tikhonov; ۴ ژوئن ۱۹۳۰ – ۲۴ نوامبر ۲۰۱۴) بازیکن مربی هاکی روی یخ اهل روسیه بود.
وی همچنین برندهٔ جوایزی همچون نشان لنین، نشان انقلاب اکتبر، و نشان دوستی شده‌است.
وی به‌همراه تیم ملی هاکی روی یخ شوروی به قهرمانی در بازی های المپیک زمستانی ۱۹۸۴ و ۱۹۸۸ رسیده است.